# Takuma Nishimura
Takuma Nishimura (født 22. oktober 1996) er en japansk fodboldspiller.
Han har spillet for flere forskellige klubber i sin karriere, herunder Vegalta Sendai og CSKA Moskva.